# Chè rừng
Chè (trà) rừng hoặc trà vỏ, găng Nam Bộ (danh pháp: Aidia cochinchinensis) là một loài thực vật có hoa trong họ Thiến thảo. Loài này được Lour. mô tả khoa học đầu tiên năm 1790.